# Gare de Bougival
La gare de Bougival est une gare ferroviaire française de la ligne de Saint-Cloud à Saint-Nom-la-Bretèche - Forêt-de-Marly, située sur le territoire de la commune de La Celle-Saint-Cloud, à proximité de Bougival dans le département des Yvelines en région Île-de-France. Elle est au sud-ouest du centre de cette dernière ville, à flanc de coteau.
Elle est ouverte en 1884 par la Compagnie des chemins de fer de l'Ouest. C'est une gare de la Société nationale des chemins de fer français (SNCF)  desservie par les trains de la ligne L du Transilien (réseau Paris-Saint-Lazare). Elle se situe à une distance de 22,2 km de la gare de Paris-Saint-Lazare.

## Situation ferroviaire
Établie à 116 mètres d'altitude, la gare de Bougival est située au point kilométrique (PK) 22,174 de la ligne de Saint-Cloud à Saint-Nom-la-Bretèche - Forêt-de-Marly, entre les gares de La Celle-Saint-Cloud et de Louveciennes.

## Histoire
Lors de la réalisation de la ligne de Saint-Cloud à Saint-Nom-la-Bretêche, la station de Bougival est construite sur le territoire de la commune voisine de La Celle-Saint-Cloud, à la limite occidentale de la commune de Bougival. Elle prend pour cette raison le nom de Bougival - La Celle-Saint-Cloud. À l'origine du projet, un passage à niveau est projeté sur le chemin des Robichons, mais il est finalement transformé par un passage inférieur afin de faciliter les manœuvres en gare. Comme toutes les gares du parcours (à l'exception de L'Étang-la-Ville), Bougival répond aux dispositions des gares de troisième classe du chemin de fer de Grande Ceinture : une cour destinée aux marchandises est créée, dotée d'une largeur de vingt-cinq mètres, ainsi que trois voies de débord reliées aux voies principales dans les deux sens. En outre, la gare est la seule de la ligne à disposer d'un château d'eau, destiné à alimenter les locomotives à vapeur en eau grâce à deux grues hydrauliques placées en tête de quai dans chaque sens.

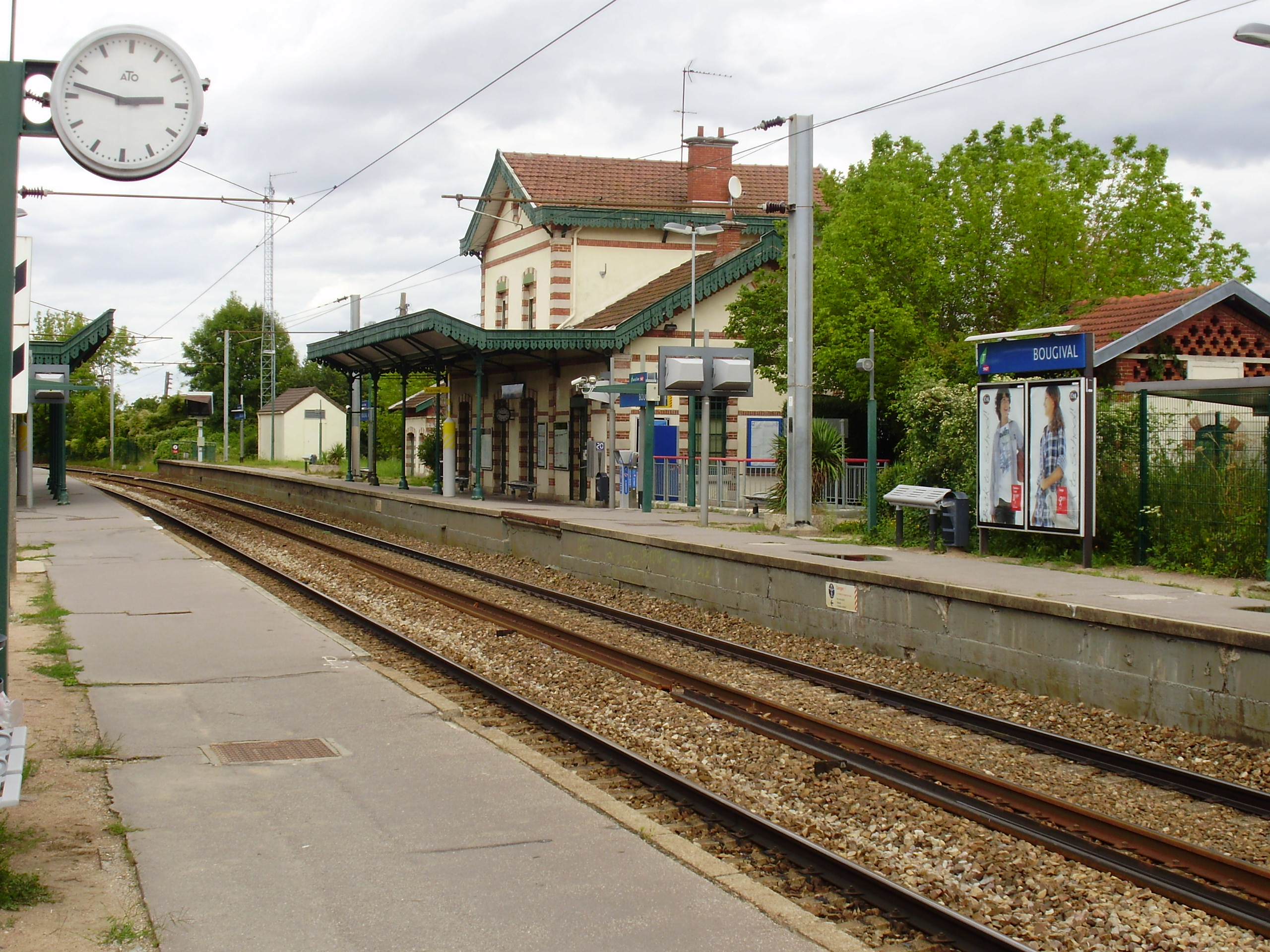
La gare vue depuis le quai pour Saint-Nom-la-Bretèche.

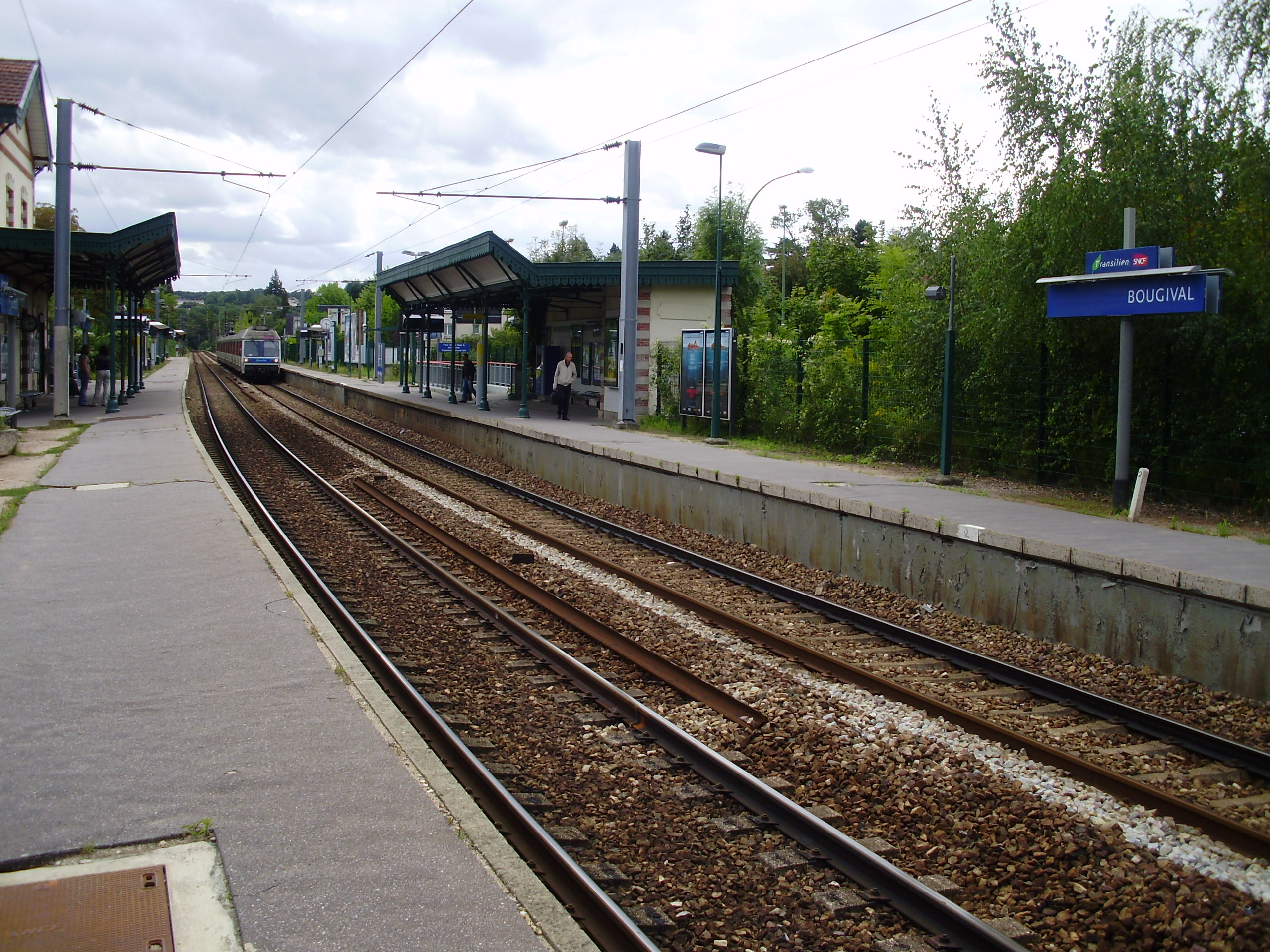
Vue des quais avec un train venant de Paris-Saint-Lazare.

Bien que la ligne soit ouverte dès 1884, l'éloignement de la gare par rapport au bourg pousse les habitants à continuer à emprunter le tramway de Paris à Saint-Germain-en-Laye, qui longe la Seine. Il faut attendre la construction de lotissements après la Première Guerre mondiale, puis l'électrification de la ligne par troisième rail en 1931, pour voir le trafic de la gare nettement progresser.
En 1896, arguant de la situation géographique de l'établissement sur son territoire, le conseil municipal de La Celle-Saint-Cloud demande que le nom de la commune soit placé avant celui de Bougival, et non l'inverse. Après instruction de la demande, l'administration refuse la modification, justifiant que le trafic de voyageurs provient majoritairement de Bougival. Toutefois, la création d'une nouvelle station sur le territoire de cette commune est déjà envisagé à long terme sous le nom de La Celle-des-Bois ; elle ouvre en effet en 1959, mais sous le nom de La Chataîgneraie-Beauregard. Le  29 mai 1983, cette dernière est renommée en gare de La Celle-Saint-Cloud, et à la même date, la gare de Bougival - La Celle-Saint-Cloud devient plus simplement la gare de Bougival. En 1965, le passage inférieur biais dit de La Celle situé au PK 21,116 laisse la place à un ouvrage droit de vingt mètres d'ouverture. Les passages supérieurs dits du Ariel (PK 22,986) et Saint-Michel (PK 22,639) sont respectivement reconstruits en 1968 et 1976. Plusieurs années de suite, cette gare participe au concours des gares fleuries. Un bassin, sur le quai direction Paris, est le vestige des efforts du chef de gare d'alors.

## Fréquentation
Le trafic montant quotidien ne dépasse pas 50 voyageurs à l'ouverture de la ligne en 1884, puis 102 par jour en 1893. Il atteint 477 voyageurs en 1938, 1 092 en 1973 et enfin 1 220 voyageurs par jour en 2003, ce qui en fait la gare au plus faible trafic de la ligne après celle de L'Étang-la-Ville.
En 2012, 1 460 voyageurs ont pris le train dans cette gare chaque jour ouvré de la semaine.
De 2015 à 2023, les chiffres sont les suivants :
| Année         | 2015    | 2016    | 2017    | 2018    | 2019    | 2020    | 2021    | 2022    | 2023    |
| ------------- | ------- | ------- | ------- | ------- | ------- | ------- | ------- | ------- | ------- |
| Fréquentation | 811 830 | 851 846 | 869 754 | 869 907 | 876 847 | 436 970 | 703 957 | 788 842 | 777 732 |

## Service des voyageurs

### Accueil
Gare SNCF de la « région » du Transilien Paris Saint-Lazare, elle dispose d'un bâtiment voyageurs, avec guichet, ouvert tous les jours. Elle est équipée d'automates Transilien  pour l'achat de titres de transport.

### Desserte
Bougival est desservie par les trains de la ligne L du Transilien (réseau Paris-Saint-Lazare), à raison (par sens) d'un train toutes les 30 minutes en heures creuses, de deux à huit trains par heure aux heures de pointe (au départ le matin et à l'arrivée le soir) et d'un train toutes les 30 minutes en soirée.
Le temps de trajet est, selon les trains, de 26 à 32 minutes depuis la gare de Paris-Saint-Lazare.

### Intermodalité
La gare est desservie par les lignes D et 57 du réseau de bus Argenteuil - Boucles de Seine et par les lignes 6281 et 6282 du réseau de bus Grand Versailles.
Par ailleurs, deux parcs relais gratuits de 42 places (place Leclerc) et 165 places (place du Cormier) sont aménagés pour les véhicules.

## Patrimoine ferroviaire
Le bâtiment voyageurs correspond au modèle standard des gares de troisième classe de cette ligne ainsi que de la ligne de la grande ceinture de Paris ; ce modèle, dont le plan fut conçu par l'ingénieur des Ponts et Chaussées Luneau, a été utilisé notamment pour la gare de Marly-le-Roi.
Toutes ces gares possèdent à l’origine, une marquise s’appuyant sur la façade côté quai. Un abri voyageurs, lui aussi doté d'une marquise symétrique, étant implanté sur le quai opposé. Les gares de Louveciennes, Bougival et Vaucresson sont les seules à avoir conservé ces structures.